# روبين أوستلوند
روبين أوستلوند (بالسويدية: Ruben Östlund) (و. 1974  م) هو مخرج أفلام، وكاتب سيناريو، ومنتج أفلام، ومونتير، ومصور سينمائي سويدي.

## وصلات خارجية
- روبين أوستلوند على موقع IMDb (الإنجليزية)
- روبين أوستلوند على موقع مونزينجر (الألمانية)
- روبين أوستلوند على موقع قاعدة بيانات الأفلام العربية
- روبين أوستلوند على موقع ألو سيني (الفرنسية)
- روبين أوستلوند على موقع أول موفي (الإنجليزية)
- روبين أوستلوند على موقع قاعدة بيانات الأفلام السويدية (السويدية)
- روبين أوستلوند على موقع قاعدة بيانات الفيلم (الإنجليزية)
- روبين أوستلوند على موقع كينوبويسك (الروسية)